# Steinberg Cubase
Steinberg Cubase — программное обеспечение для создания, записи и микширования музыки.

## История
Cubase впервые выпущен в 1989 году Карлом Штайнбергом (нем. Karl Steinberg) и Манфредом Рюрупом (нем. Manfred Rürup), основавшими компанию Steinberg. В 1996 году компания создала и внедрила технологию VST (Virtual Studio Technology), ставшую революцией в производстве и создании программных эффектов, значительно удешевив и упростив процесс работы с ними. Технология VST позволяет обрабатывать цифровой сигнал в реальном времени, что стало открытием для музыкантов.
В 1998 году Propellerhead совместно со Steinberg выпустили совместную технологию ReWire (версия 1.0), позволяющую встроить первый программный VA-синтезатор ReBirth в секвенсор Cubase. Годом позднее выпущен протокол ReWire 2.0, обеспечивающий синхронизацию любых секвенсоров в рамках бесплатно распространяемого SDK. Позднее, после совместных разработок, Propellerhead передал наброски будущего стандарта VSTi в пользу Steinberg, и с 1999 года VSTi-технология внедрена в Cubase как стандартная возможность (Propellerhead лишь в 2012 стандартизивал собственный альтернативный формат плагинов Rack Extensions).
В 1999 году в рамках стандарта VSTi выпускается первый штатный инструмент Cubase — программный синтезатор Neon.
В 2004 году Steinberg внедрила технологию Studio Connection, создающую прямую связь между программой Cubase и инструментами компании Yamaha (например, при игре на инструменте Yamaha ноты будут сами записываться на звуковую дорожку программы).
В 2007 году программа получила премию Musikmesse International Press Award в категории приложений для записи звука.

## Работа с программой
Cubase создаёт проект, который позволяет работать с MIDI-файлами, сырыми (необработанными) аудиотреками и другой информацией, и представлять их в виде диапазона разнообразных форматов. Пользователь может экспортировать трек в стереоформате (.wav) для последующего выпуска аудио в формате CD, DVD или публикации в Интернете. Основное расширение файлов проектов Cubase — *.cpr. Существует возможность переноса аудиопроектов из Cubase в другие рабочие станции в формате OMF.
Программа доступна на следующих языках: русский, немецкий, французский, испанский, итальянский, португальский, японский, китайский, английский.

## Версии
Первая версия редактора-секвенсора вышла 1989 году, но числовой суффикс «1.0» получил продукт выпуска 1991 года.
В 2010 году вышел Cubase 5.5, в этой версии программы было много новых возможностей для работы со звуком: новая драм-машина, инструмент для редактирования вокала и изменения интонации в реальном времени, инструментальные средства для управления VST-инструментами для упрощения работы с ними. Также эта версия поддерживает 64-битную технологию для Windows Vista.
Версия 6 была выпущена 17 января 2011 года и предназначена для работы на 64-битной Windows 7. Был поддержан новый стандарт VST 3.5, в котором введены такие новые функции, как Note Expression. Cubase 6.5 была выпущена 29 февраля 2012 года.
Cubase 7 была выпущена 5 декабря 2012 года, 4 декабря 2013 года вышла версия 7.5. 
Cubase 8 была выпущена 8 декабря 2014 года, 2 декабря 2015 года вышла версия 8.5. 
Cubase 9 была выпущена 7 декабря 2016 года. 
Cubase 12 была выпущена 22 апреля 2022 года.
Cubase 14 была выпущена 6 ноября 2024 года.